# Зомбковицкий замок
Зомбковицкий замок (пол. Zamek w Ząbkowicach Śląskich, нем. Schloss Frankenstein) — ренессансная оборонительное здание в городе Зомбковице-Слёнске в Нижнесилезском воеводстве в Польше, возведенное в 1522—1532 гг. на месте готического оборонного замка. В наше время замок представляет собой сохранившиеся руины, открытые для посещения.

## История
Первоначальный готический замок был построен в XIV веке. Древнейшие упоминания об укреплениях в Зомбковицах-Слёнских датируются 1321 годом. В 1335 году он выдержал осаду чешских войск, однако уже в следующем году был передан Болеславом II Зембицким в качестве залога Люксембургам, и в итоге продан вместе с городом его сыном — Николаем Малым. Во время гуситских войн замок был уничтожен, после чего уже новые владельцы модернизировали и укрепили его. В середине XV века замок стал собственностью сыновей чешского короля Йиржи из Подебрад. В 1468 году в результате атаки мещан Вроцлава, Свидницы и Нысы было повреждено. В 1489 году замок в течение нескольких месяцев осаждал венгерский король Матьяш Корвин. После того, как ему в конце концов удалось захватить замок, тот оставался в его владении до 1490 года.
В 1522 (или 1524) — 1532 годах Карл I Мюнстербергский, зембицкий князь, частично разобрал оставшиеся стены и перестроил замок в стиле ренессанса. Новая резиденция содержала остатки старой крепости, что можно проследить на южной стене теперь разрушенного замка. Выпуклость на этой стене фактически совпадает с линией стен древней готической постройки. Строителем этого объекта с хорошо замаскированной оборонительной системой был Бенедикт Рейт.
После осад, штурмов и разрушений на протяжении последующих столетий, замок был окончательно заброшен в 1728 году, его состояние еще больше ухудшилось в результате пожара в 1784 году. В межвоенный период в замке действовали региональный музей и туристический база. В наше время он законсервирован и поддерживается как постоянная руина.
В декабре 2013 года был завершен второй этап ремонтных работ на замке, который предусматривал укрепление венца стен восточного и южного крыла и укрепление юго-восточной бастеи.

## Архитектура
Замок был заложен в форме квадрата, оборону стен можно было осуществлять фланговым обстрелом, благодаря двум краеугольным, трехуровневым бастеям, расположенным по диагонали. Жилые помещения, освещенные внешними окнами, размещались на верхних этажах. Вершины стен имели декоративный аттик, который защищал посты часовых, а его окна служили бойницами. Над главным въездом во двор, с востока, был помещен герб основателя замка, других украшений не было. Строгий портал, сделанный из тесаного камня, заканчивался стрельчатой аркой, и напоминал готику. Над воротами возвышалась башня, завершенная аттиком. Рядом с ней была узкий вход для пеших. Над входом был дополнительный пост стражей с отверстием для стрельбы. Кроме надбрамной башни, на северо-восточной стороне стен была еще одна небольшая круглая башня. Двор замка украшали ренессансные клуатры.

## Галерея

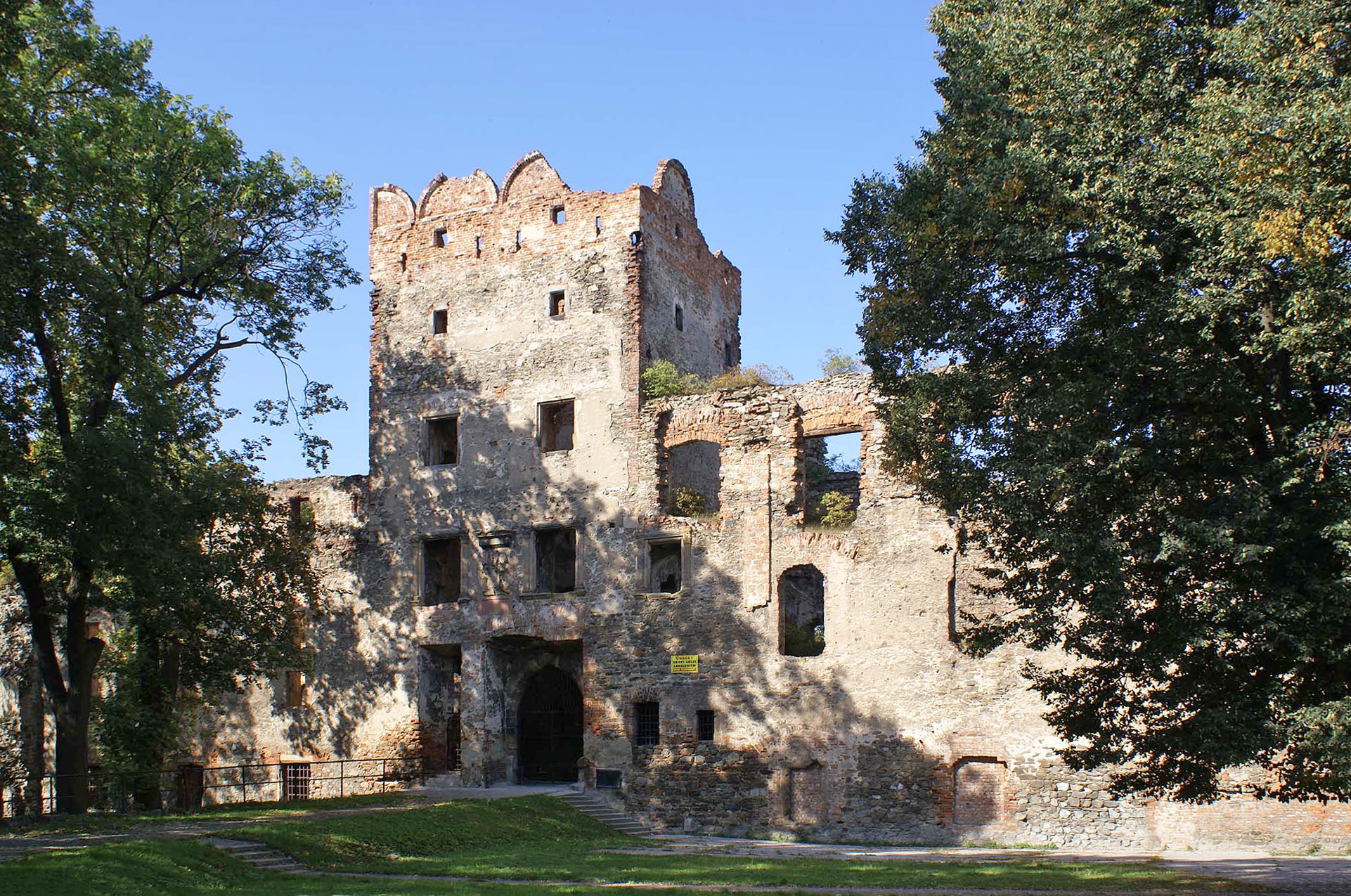
Башня замка
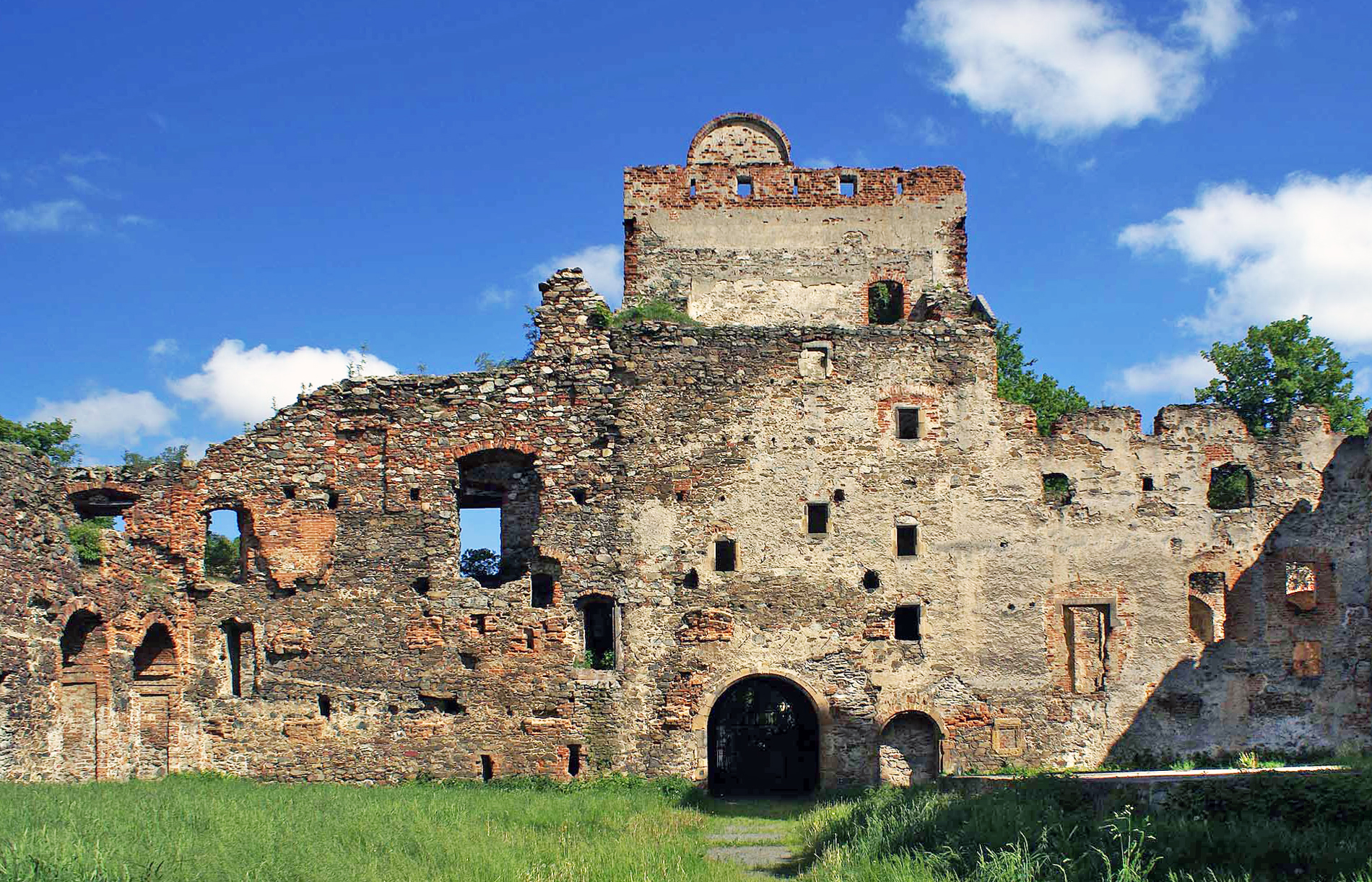
Руины замка
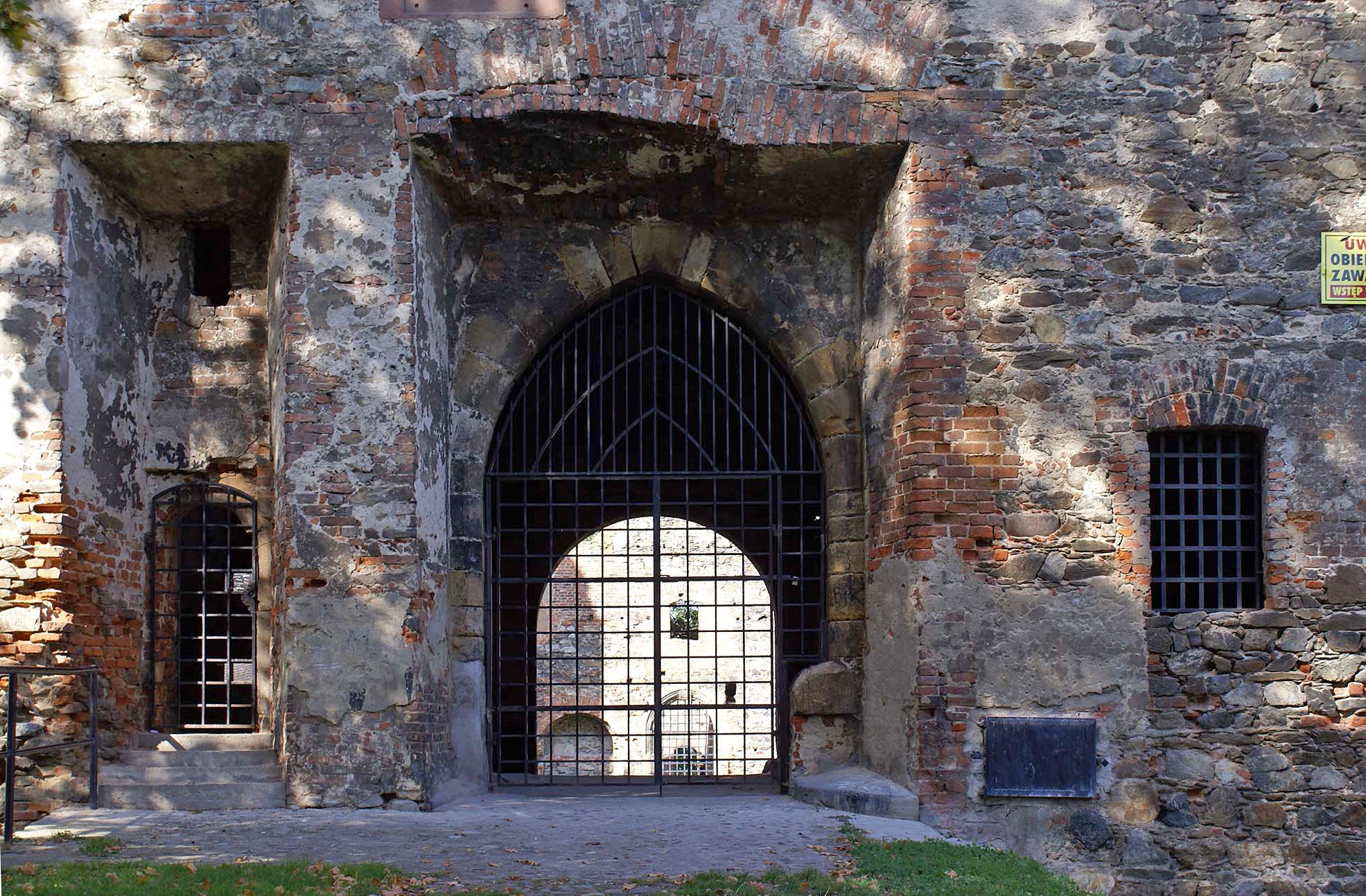
Руины замка
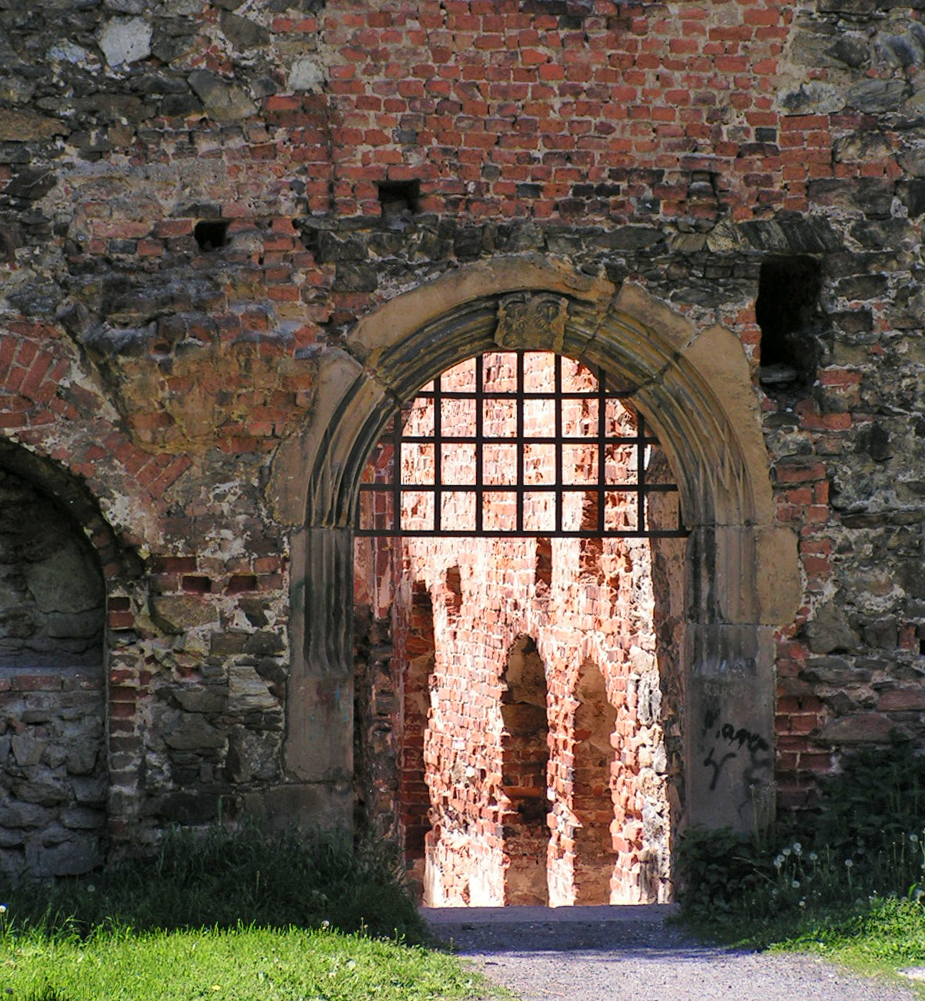
Вход в замок
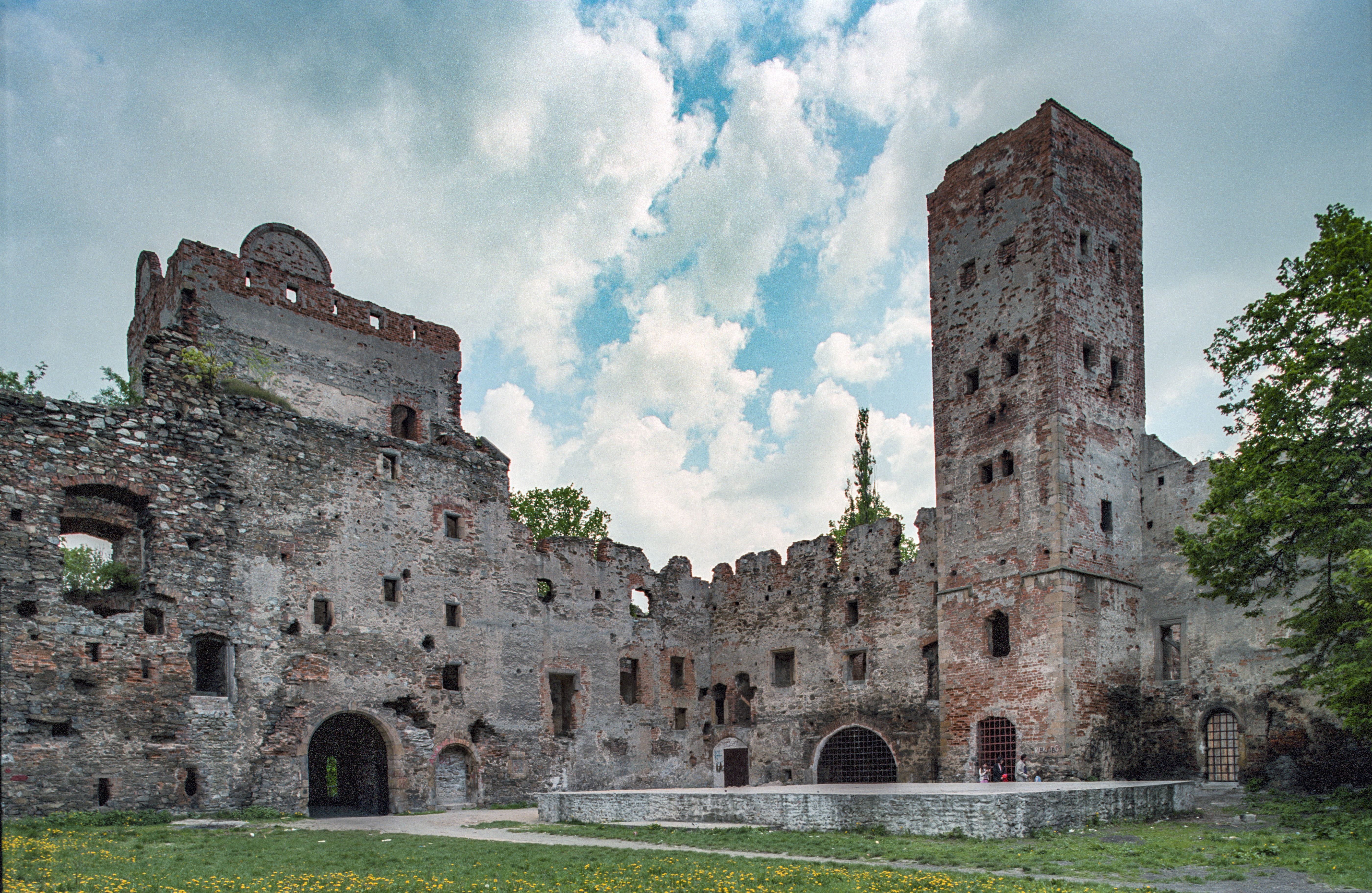
Вид замка с замкового двора